# 溫室粉蝨
溫室粉蝨（学名：Trialeurodes vaporariorum）又名温室白粉虱、白粉虱，是粉蝨科棘粉蝨屬的一种昆虫。该种在世界范围内广泛分布，是众多果蔬和花卉上的重要害虫，其寄主植物包括112个科600多种，喜欢的寄主植物包括烟草、番茄以及雪莲果等。
温室粉虱通过直接刺吸植株叶片、分泌蜜露引起煤污病以及传播病毒等方式为害植物。

## 防治
温室粉虱的防治主要依靠化学手段，然而由于长期大量使用化学农药，导致温室白粉虱的抗药性不断增强，分布范围持续扩大，危害程度不断升级，也带来环境污染等问题。由于温室粉虱成虫体表附着蜡粉，使得触杀性农药难以有效杀灭。
生物防治技术也是对抗温室白粉虱的一种有效手段，其效果与传统化学防治相近。